# 2004 en Belgique
Chronologie de la Belgique
- 2000
- 2001
- 2002
- 2003
- 2004
- 2005
- 2006
- 2007
- 2008

Cette page recense des événements qui se sont produits durant l'année 2004 en Belgique.

## Chronologie

### Janvier 2004
- 7 janvier : la cour d'assises de Liège condamne six accusés de l'assassinat, en 1991, de l'ancien ministre socialiste André Cools à des peines de cinq à vingt ans de prison.

### Février 2004
- 20 février : le Parlement adopte un projet de loi donnant aux étrangers non européens le droit de vote aux élections communales.

### Juin 2004
- 13 juin : élections européennes et régionales.
- 17 juin : Marc Dutroux est reconnu coupable de l'enlèvement, de la séquestration et du viol de six adolescentes, en 1995 et 1996, ainsi que de la mort de quatre d'entre elles.
- 23 juin : la cour d'assises d'Arlon condamne Marc Dutroux à la prison à perpétuité.

### Juillet 2004
- 20 juillet : Anne-Marie Lizin est élue président du Sénat et devient la première femme à ce poste important (3e place dans l'ordre protocolaire du royaume).
- 30 juillet : explosion d'un gazoduc à Ghislenghien (Hainaut), faisant 24 morts et 132 blessés. Voir aussi: Catastrophe de Ghislenghien
- 31 juillet : revenu d'un voyage en Suède, le roi Albert II se rend sur les lieux de la catastrophe.

### Octobre 2004
- 3 octobre : l'équipe belge gagne le motocross des nations. L'équipe se composait de Stefan Everts, Steve Ramon et Kevin Strijbos (première sélection).

## Culture

### Littérature
- Prix Rossel : Isabelle Spaak, Ça ne se fait pas (Éditions des Équateurs).

### Musique
- Concours musical international Reine Élisabeth de Belgique 2004 (chant)

## Sciences
- Prix Francqui : Marie-Claire Foblets (anthropologie, UA).

## Statistiques
- Population totale au 1er janvier 2004 : 10 396 421 habitants[1].